# ABBA (álbum)
ABBA é o terceiro álbum do grupo ABBA, lançado primeiro na Suécia no dia 21 de Abril de 1975. As gravações começaram em agosto de 1974, seguindo até março de 1975. A produção é de Benny Andersson, Björn Ulvaeus e Stig Anderson.
É notável por consolidar o êxito obtido com o seu antecessor, Waterloo, de 1974, após alguns críticos acreditarem que a banda tornar-se-ia one-hit wonder, como alguns dos candidatos vindos do Festival Eurovisão da Canção, bem como pelo desempenho moderado nas paradas musicais, dos singles lançados após a canção que deu nome ao seu segundo álbum de estúdio.
Para promovê-lo, sete canções foram lançadas como músicas de trabalho, algumas delas em territórios específicos. Três delas destacaram-se por terem ganhado videoclipes que contribuíram para o êxito e tornaram-se icônicos na videografia do grupo, a saber: "I Do, I Do, I Do, I Do, I Do", "S.O.S" e "Mamma Mia".

## Singles
"So Long"/"I've Been Waiting for You" (novembro de 1974)
"I've Been Waiting for You" gravada em 1974, foi lançada, inicialmente, como lado B do single "So Long". Na Austrália, foi lançada como single em 1975, com "King Kong Song" como lado B, alcançando a posição de número 49, e na Nova Zelândia, em 1977, onde alcançou o número 8. Fältskog canta o vocal principal, e é acompanhada com guitarras de Janne Schaffer. Em 1977, o grupo pop irlandês Gina, Dale Haze and the Champions lançou sua versão como single, que chegou ao top 10 nas paradas irlandesas.
"I Do, I Do, I Do, I Do, I Do": após o lançamento de "Waterloo", o ABBA estava tendo dificuldade em se estabelecer como um ato com longevidade. A música, em muitos casos, os colocou de volta aos holofotes. Com uma melodia de saxofone e homenagem à música Schlager dos anos 1950, conseguiu uma melhoria significativa nas paradas internacionais, com vendas de 2,5 milhões de cópias, embora tenha tido pouco impacto na Grã-Bretanha, onde atingiu a posição de número 38. A popularidade foi impulsionada (particularmente na Austrália) pelo lançamento de um clipe promocional exibido na televisão.
"Bang-a-Boomerang": lançada pela primeira vez por Svenne & Lotta, e gravada inicialmente como uma demo instrumental, em setembro de 1974, pelos músicos do ABBA. Foi escrita por Benny Andersson, Björn Ulvaeus e Stig Anderson. No final de 1974 Andersson, o trio de compositores foram convidados pela Sveriges Television para apresentar uma música ao Melodifestivalen, de 1975. Como o próprio ABBA não queria competir no concurso novamente, apenas um ano depois de ter vencido, eles deram a oportunidade e a música aos companheiros da gravadora Polar Music, Svenne & Lotta. Recebeu novas letras suecas de Stig Anderson que a renomeou "Bang en Boomerang" e a dupla posteriormente fez uma gravação vocal da faixa em novembro de 1974. Terminou em terceiro lugar nas pré-seleções suecas em fevereiro de 1975, e tornou-se um dos maiores sucessos de Svenne & Lotta, passando sete semanas na parada de rádio de Svensktoppen e atingindo o segundo lugar. O ABBA então regravou sua versão em inglês na primavera de 1975, lançando-a como single na França, em 21 de abril de 1975, com "SOS" como lado B.
"S.O.S": foi escrita por Benny Andersson, Björn Ulvaeus e Stig Anderson e gravado no Glen Studio, em Långängen, Suécia, de 22 a 23 de agosto de 1974. O título foi cunhado por Stig, embora as letras que ele forneceu tenham sido reescritas por Ulvaeus. Apresenta uma forte influência da instrumentação Wall of Sound de Phil Spector e as melodias dos Beach Boys. Durante a primeira visita da banda aos Estados Unidos, a performaram nos programas de televisão de American Bandstand e Saturday Night Live, em 15 de novembro de 1975. O vídeo promocional foi dirigido por Lasse Hallström e lançado no mesmo ano, junto com o single. O vídeo e outros três (para "I Do, I Do, I Do, I Do, I Do", "Mamma Mia" e "Bang-A-Boomerang"), foram concluídos em dois dias por um custo total de Kr 50.000 (£ 5.500). Atingiu o Top 10 em muitos países, No Reino Unido e na Irlanda, iniciou uma série de 18 hits consecutivos no Top 10, alcançando #6 e #4 respectivamente. Alcançou o primeiro lugar na Austrália, Bélgica, França, Alemanha Ocidental (onde passou 7 semanas no topo), Nova Zelândia e África do Sul, e foi um hit Top 3 na Áustria, Holanda, Noruega, Itália (onde se tornou o hit de maior sucesso do ABBA), México, Rodésia e Suíça, também tornou-se seu segundo hit no Top 20 nos Estados Unidos, chegando ao 15º lugar. Mais de 4 milhões de cópias foram vendidas só na Europa.
"Mamma Mia" foi escrita na casa de Agnetha Fältskog e Björn Ulvaeus, e foi a última faixa gravada para ABBA. Inicialmente, no entanto, nunca foi planejada para ser lançada como single. Nessa época, como muitos artistas estavam gravando músicas do grupo (como "Honey, Honey" e "Bang a Boomerang"), o ABBA ofereceu "Mamma Mia" ao grupo pop britânico Brotherhood of Man, que recusou. Seu videoclipe, tornou-se o mais popular após repetidas exibições na televisão australiana, mais notadamente no programa Countdown. A gravadora australiana, RCA, pediu que "Mamma Mia" fosse lançada como single, mas a Polar Music recusou. No entanto, Stig Anderson concordou com isso; "Mamma Mia" foi lançado na Austrália em agosto de 1975, onde passou 10 semanas em primeiro lugar. Após este sucesso, a Epic Records do Reino Unido, começou a promover os singles do ABBA  tendo como resultado imediato, o sucesso de "S.O.S." que alcançou o Top 10 do mercado britânico, seu primeiro sucesso desde "Waterloo". "Mamma Mia" logo em seguida, alcançou o número um no UK Singles Chart, em janeiro de 1976, o segundo dos 18 singles consecutivos do ABBA no Top 10.
"Rock Me" foi lançada como single apenas na Austrália, Nova Zelândia e Iugoslávia em abril de 1976, alcançando o número quatro e o número dois, nos dois primeiros, respectivamente.

## Recepção crítica
| Críticas profissionais | Críticas profissionais |
| Avaliações da crítica  | Avaliações da crítica  |
| Fonte                  | Avaliação              |
| ---------------------- | ---------------------- |
| Allmusic               | [ 24 ]                 |
| Revista Blender        | [ 25 ]                 |
| Only Solitaire         | [ 26 ]                 |
| Adrian Denning         | [ 27 ]                 |

As resenhas da crítica especializada em música foram, em maioria, favoráveis.
William Ruhlmann, do site AllMusic, avaliou com quatro estrelas de cinco e escreveu que as faixas mostram "o ecletismo do grupo, [que vai] desde o riff de guitarra de hard rock que impulsionou "Hey, Hey Helen" até o ambicioso instrumental "Intermezzo No. 1", que exibiu (...) [suas] tendências a música clássica e prenunciou seus maiores projetos de composição da década de 1980". Ele notou que o repertório sintetizou os estilos pop e rock de maneira eficaz, algo que não acontecera anteriormente em produções não anglófonas na música contemporânea do estilo anglo-americano.
O crítico e linguista russo, George Starostin, avaliou com uma nota oito e escreveu que após dois álbuns fracos, o grupo finalmente aparecera com um que pode ser considerado ótimo, "cheio até a borda com cantigas pop extremamente cativantes e às vezes até mais do que isso". Ele também pontuou que "De todas as imitações ingênuas, baladas melosas de mau gosto e excursos excêntricos de pseudo heavy metal de outrora, o ABBA amadureceu como uma banda pop completa, inserindo pelo menos uma dúzia de ganchos diferentes em cada música e fazendo com que cada música se destacasse por conta própria".

## Lista de faixas
Créditos adaptados do LP ABBA, de 1975. Todas as músicas foram escritas e compostas por Benny Andersson, Stig Anderson e Björn Ulvaeus, exceto onde indicado.
| Lado um |                                                      |         |  |
| N.º     | Título                                               | Duração |  |
| 1.      | "Mamma Mia"                                          | 3:33    |  |
| 2.      | "Hey, Hey Helen" (escrita por Andersson, Ulvaeus)    | 3:17    |  |
| 3.      | "Tropical Loveland"                                  | 3:06    |  |
| 4.      | "SOS"                                                | 3:23    |  |
| 5.      | "Man in the Middle" (escrita por Andersson, Ulvaeus) | 3:03    |  |
| 6.      | "Bang-A-Boomerang"                                   | 3:04    |  |

| Lado dois      |                                                     |         |  |
| N.º            | Título                                              | Duração |  |
| 1.             | "I Do, I Do, I Do, I Do, I Do"                      | 3:16    |  |
| 2.             | "Rock Me" (escrita por Andersson, Ulvaeus)          | 3:06    |  |
| 3.             | "Intermezzo No. 1" (escrita por Andersson, Ulvaeus) | 3:48    |  |
| 4.             | "I've Been Waiting for You"                         | 3:41    |  |
| 5.             | "So Long" (escrita por Andersson, Ulvaeus)          | 3:06    |  |
| Duração total: | Duração total:                                      | 36:09   |  |

## Reedições de CD, faixas bônus

### 1987
ABBA foi lançado em CD em 1987 com cinco faixas adicionais dos álbuns Waterloo e Ring Ring:
1. "Waterloo" (Andersson, Stig Anderson, Ulvaeus) – 2:44
2. "Hasta Mañana" (Andersson, Anderson, Ulvaeus) – 3:09
3. "Honey, Honey" (Andersson, Anderson, Ulvaeus) – 2:55
4. "Ring Ring" (Andersson, Stig Anderson, Ulvaeus, Neil Sedaka, Phil Cody) – 3:06
5. "Nina, Pretty Ballerina" (Andersson, Ulvaeus) – 2:53

### 1997
ABBA foi remasterizado e reeditado em 1997 com mais duas faixas bônus:
1. "Crazy World" (Andersson, Ulvaeus) – 3:48
2. "Medley: Pick a Bale of Cotton/On Top of Old Smokey/Midnight Special" (Trad. Arr. Andersson, Ulvaeus) – 4:21

### 2001
ABBA foi remasterizado e relançado novamente em 2001 com duas faixas bônus, mas sem as cinco faixas de Waterloo e Ring Ring:
1. "Crazy World" (Andersson, Ulvaeus) – 3:48
2. "Medley: Pick a Bale of Cotton/On Top of Old Smokey/Midnight Special" (Trad. Arr. Andersson, Ulvaeus) – 4:21

### 2005
ABBA foi remasterizado e relançado novamente em 2005 como parte do box The Complete Studio Recordings com as seguintes faixas bônus:
1. "Crazy World" (Andersson, Ulvaeus) – 3:48
2. "Medley: Pick a Bale of Cotton/On Top of Old Smokey/Midnight Special" (Mix de 1978) (Trad. Arr. Andersson, Ulvaeus) – 4:21
3. "Mamma Mia" (versão em espanhol) (Andersson, Anderson, Ulvaeus, Buddy McCluskey, Mary McCluskey) – 3:34

## Pessoas envolvidas
Créditos adaptados do LP ABBA, de 1975.
- Benny Andersson – sintetizador, piano, teclas, vocais, clavinet
- Agnetha Fältskog – vocais
- Anni-Frid Lyngstad – vocais
- Björn Ulvaeus – guitarra, vocais

### Músicos adicionais
- Ulf Andersson – saxofone alto, saxofone tenor
- Ola Brunkert – bateria
- Bruno Glenmark – trompete
- Rutger Gunnarsson – baixo elétrico
- Roger Palm – bateria
- Janne Schaffer – guitarra
- Finn Sjoberg – guitarra
- Bjorn Utvous – guitarra
- Mike Watson – baixo
- Lasse Wellander – guitarra

### Produção
- Benny Andersson; Björn Ulvaeus – produtores
- Michael B. Tretow – engenheiro
- Benny Andersson; Björn Ulvaeus – arranjadores
- Björn J:son Lindh; Sven-Olof Walldoff – arranjos de cordas
- Björn J:son Lindh – arranjos de corneta
- Ola Lager – fotografia
- Sten-Åke Magnusson – design do álbum original
- Jon Astley; Tim Young; Michael B. Tretow – Remasterização para os Remasters de 1997
- Jon Astley; Michael B. Tretow – Remasterização para os Remasters de 2001
- Henrik Jonsson – Remasterização para o box The Complete Studio Recordings

## Tabelas
| Tabela musical (1975–77)                 | Melhor posição |
| ---------------------------------------- | -------------- |
| Australian Albums (Kent Music Report)    | 1              |
| Países Baixos (Dutch Charts)             | 3              |
| Finnish Albums (Suomen virallinen lista) | 5              |
| Alemanha (Offizielle Deutsche Charts)    | 31             |
| Italian Albums (Musica e dischi)         | 9              |
| Nova Zelândia (RMNZ)                     | 3              |
| Noruega (VG-lista)                       | 1              |
| Suécia (Sverigetopplistan)               | 1              |
| Reino Unido (Official Albums Chart)      | 13             |
| Estados Unidos (Billboard 200)           | 174            |

| Chart (2013)               | Peak position |
| -------------------------- | ------------- |
| Suécia (Sverigetopplistan) | 39            |

| Chart (2021)               | Peak position |
| -------------------------- | ------------- |
| Suécia (Sverigetopplistan) | 26            |

| Chart (1978)                           | Position |
| -------------------------------------- | -------- |
| Soviet Albums (Moskovskij Komsomolets) | 1        |

| Chart (1975)                          | Position |
| ------------------------------------- | -------- |
| Australian Albums (Kent Music Report) | 19       |
| Dutch Albums (Album Top 100)          | 18       |
| New Zealand Albums (RMNZ)             | 10       |

| Chart (1976)                          | Position |
| ------------------------------------- | -------- |
| Australian Albums (Kent Music Report) | 3        |
| New Zealand Albums (RMNZ)             | 23       |

| Chart (1977)              | Position |
| ------------------------- | -------- |
| New Zealand Albums (RMNZ) | 34       |

| Chart (1978)                           | Position |
| -------------------------------------- | -------- |
| Soviet Albums (Moskovskij Komsomolets) | 1        |

## Certificações e vendas
| Região                                                                                             | Certificação | Vendas  |
| -------------------------------------------------------------------------------------------------- | ------------ | ------- |
| Austrália (ARIA)                                                                                   | —            | 570,000 |
| Finlândia (IFPI Finlândia)                                                                         | Ouro         | 25,358  |
| Hong Kong (IFPI Hong Kong Group)                                                                   | Ouro         | 10,000* |
| Japão (RIAJ)                                                                                       | —            | 220,000 |
| Noruega (IFPI Noruega)                                                                             | —            | 120,000 |
| Reino Unido (BPI)                                                                                  | Ouro         | 100,000 |
| Suécia (GLF)                                                                                       | —            | 474,642 |
| *números de vendas baseados somente na certificação ^distribuições baseadas apenas na certificação |              |         |